# Pittosporum pickeringii
Pittosporum pickeringii là một loài thực vật thuộc họ Pittosporaceae. Đây là loài đặc hữu của Fiji.